# آهنگران (گیلانغرب)
آهنگران (گیلانغرب)، روستایی از توابع بخش مرکزی شهرستان گیلانغرب در استان کرمانشاه ایران است.

## جمعیت
این روستا در دهستان ویژنان قرار دارد و براساس سرشماری مرکز آمار ایران در سال ۱۳۸۵، جمعیت آن ۳۴ نفر (۷خانوار) بوده‌است.